# Heteropoda duan
Heteropoda duan là một loài nhện trong họ Sparassidae.
Loài này thuộc chi Heteropoda. Heteropoda duan được Peter Jäger miêu tả năm 2008.